# Bua
Bua – prowincja w Dystrykcie Północnym, w Fidżi. W 2017 r. zamieszkiwało ją 15 489 osób. Powierzchnia prowincji wynosi 1379 km². Położona jest na wyspie Vanua Levu.